# Ploceus spekei
El tejedor de Speke (Ploceus spekei) es una especie de ave paseriforme de la familia Ploceidae, endémica de África oriental. El nombre de esta especie conmemora al militar y explorador inglés John Speke.

## Descripción

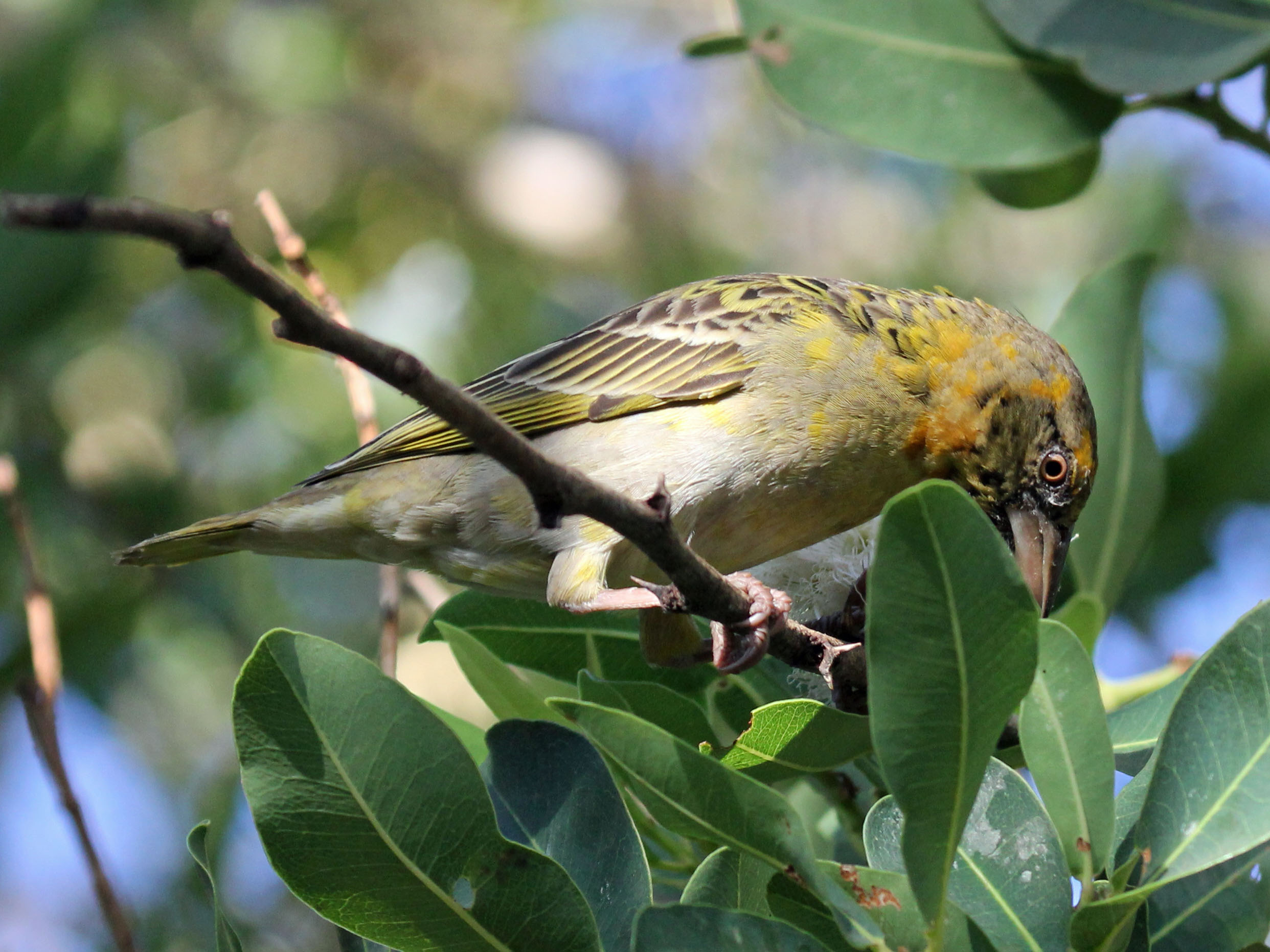
Hembra adulta.

A diferencia del de otros tejedores, su plumaje no cambia a lo largo del año. El macho adulto es principalmente de color amarillo con una mancha negra que ocupa su rostro y garganta, y bordeada por una fina lista rojiza en la parte del cuello. Las plumas de su espalda y alas son negras con bordes amarillos, y su pico también es negro. La hembra tiene las partes superiores de color oliva grisáceo con motas pardo negruzcas; sus partes inferiores son amarillentas claras, más blanquecinas en el vientre y más grisáceas en los flancos. Las plumas de sus alas son negras con bordes amarillos y blanquecino amarillentos. Los juveniles son similares pero de tonos más apagados. El iris de sus ojos es claro y es bastante grande para su familia.

## Comportamiento
El tejedor de Speke suele anidar en colonias, aunque ocasionalmente lo hace en solitario. Suele construir su nido colgando de las ramas de las acacias. Su nido es esférico y tiene una entrada en forma de tubo en los laterales o por debajo. Suelen sobresalir muchos tallos de hierbas de forma desordenada, y a veces ocultan su forma. Anida tanto tras una estación de lluvias corta como en medio de una larga. Su puesta típica consta de cuatro huevos, que son de color azul intenso liso, con cierto moteado en ambos extremos, y con unas medidas de 24 a 26 mm de largo y 15 a 17 mm de ancho.

## Distribución y hábitat
El tejedor de Speke se encuentra en el Cuerno de África y sus proximidades, distribuido por el norte y el este de Somalia, las montañas del interior de Etiopía y Kenia, y el norte de Tanzania. Habita en la sabana, las zonas de matorral y en los campos de cultivo y zonas urbanas. En parte de su área de distribución es abundante, especialmente en la populosa zona de Nairobi y alrededores, donde visita con frecuencia los comederos de pájaros proporcionados por los humanos.